# Erwin Ballabio
Erwin Ballabio (Bettlach, 20 d'octubre de 1918 - 4 de març de 2008) fou un jugador de futbol suís que jugava de porter.
Fou conegut amb el sobrenom de "la pantera negra". La major part de la seva carrera transcorregué al club FC Grenchen. També jugà breument a Lausanne Sports i FC Thun. Fou el porter de la selecció de Suïssa durant 8 anys. Participà en el Mundial de 1938 malgrat no disputà cap partit. Debutà amb la selecció el febrer de 1939 enfront Portugal i el seu darrer partit fou el juny de 1947. Disputà un total de 27 partits internacionals.
Després de retirar-se esdevingué entrenador. Fou entrenador del seu club, el FC Grenchen, i de la selecció nacional. Amb el Grenchen guanyà l'única copa suïssa de futbol el 1959. També assolí la millor classificació en la història de lliga del club, amb una segona posició l'any 1959 i una tercera el 1964.